# Drosophila melanocephala
Drosophila melanocephala är en tvåvingeart som först beskrevs av Elmo Hardy 1967.  Drosophila melanocephala ingår i släktet Drosophila och familjen daggflugor.
Artens utbredningsområde är Hawaii.